# Dagfinn Bakke

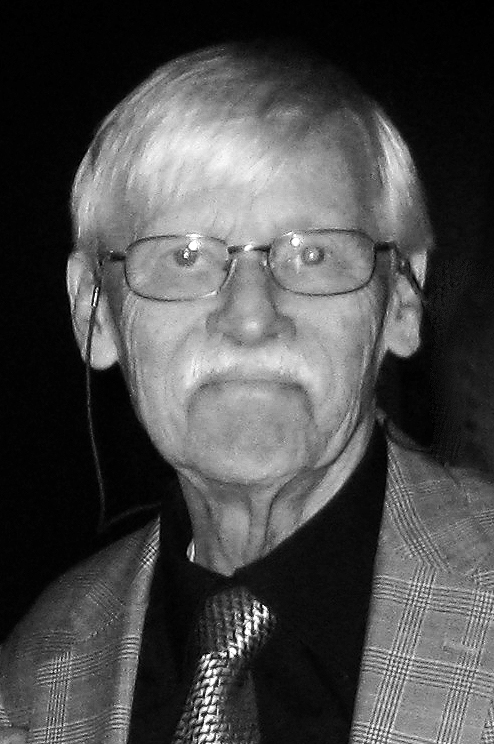
Dagfinn Bakke

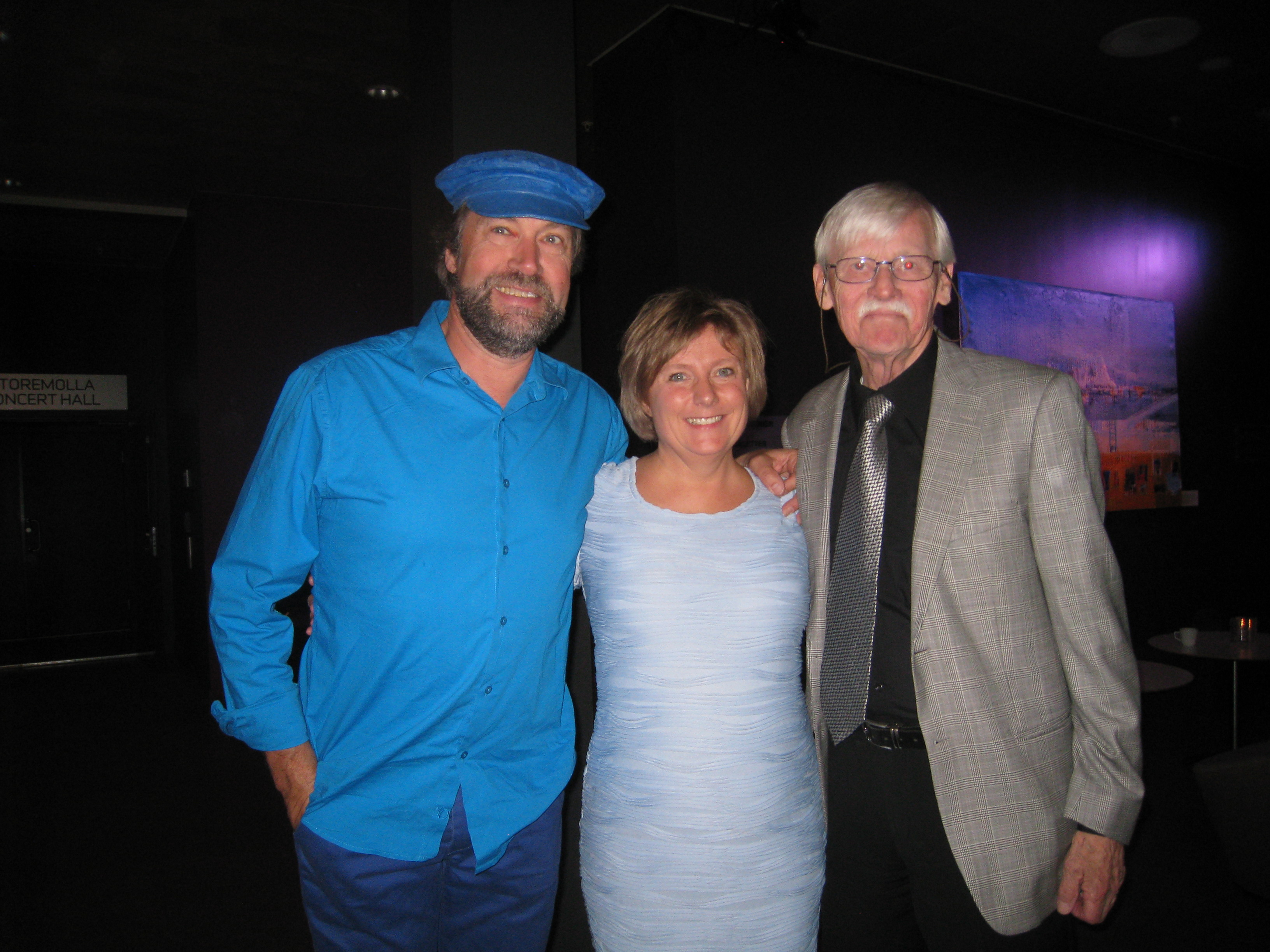
Ola Bremnes, Linda Lillevik und Dagfinn Bakke

Dagfinn Ingolf Bakke (* 16. August 1933 in Lødingen, Norwegen; † 1. Januar 2019 in Svolvær, Norwegen) war ein norwegischer Maler, Karikaturist und Illustrator. Seine Signatur war „DAN“.

## Leben
Dagfinn Bakke entwarf eine Reihe von Büchern und Zeitschriften und war von 1956 bis 1992 unter anderem regelmäßiger Zeichner für Lofotposten. Als Illustrator arbeitete er besonders mit humorvollen Illustrationen in Aquarell und Tusche. Als bildender Künstler fertigte er Aquarelle und Grafiken an. Seine Werke werden im In- und Ausland ausgestellt, u. a. im  Nationalmuseum Oslo, welches einige Werke gekauft hat und ausstellt. Er zeichnete die Zeichnungen in den Büchern der Serie Oluf von Arthur Arntzen. 2015 erhielt er die Petter-Dass-Medaille vom Nordischen Landesverband. Einige seiner Werke werden auf der MS Finnmarken ausgestellt.
Bakke wuchs in Kanstadbotn in Lødingen auf und lebte und arbeitete in Svolvær.